# Stary Zawidów

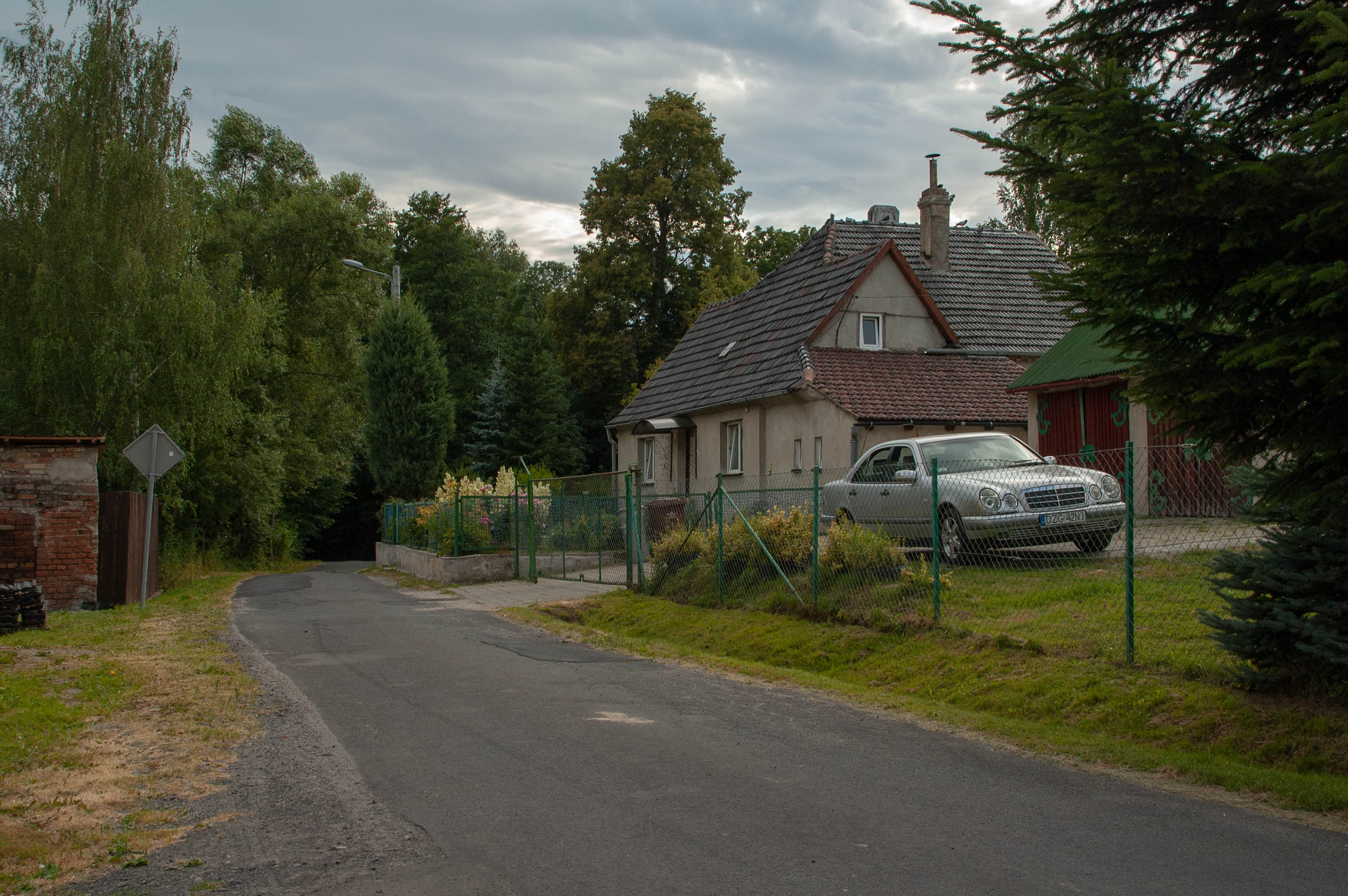
Stary Zawidów

Stary Zawidów (deutsch Alt Seidenberg) ist ein Dorf in Polen in der Woiwodschaft Niederschlesien im Powiat Zgorzelecki in der Gemeinde Sulików.

## Lage und Geographie
Das Dorf liegt östlich der Stadt Zawidów (Seidenberg) und 16 km südlich von Görlitz an der Straße nach Bierna und nahe der tschechischen Grenze, die vom Katzbach gebildet wird, in einer Höhe von 260 bis 300 Metern in den Ausläufern des Isergebirges. Der Boden besteht aus Basalt, Granit und Lehm.

## Geschichte
1418 wurde das Dorf als alde Seidenberg erwähnt. Vor 1929 zählte das Dorf mit dem Rittergut Alt Seidenberg und dem zugehörigen Nebengut Steinvorwerk zusammen etwa 600 Einwohner auf 559 Hektar. Etwa 15 % der Einwohner waren katholisch. Das Gut befand sich bis 1945 im Besitz der Familie von Gersdorff.

## Persönlichkeiten
- Jakob Böhme (1575–1624), deutscher Mystiker und Philosoph